# Isabel Alçada
Maria Isabel Girão de Melo Veiga Vilar, conocida por el pseudónimo literario y profesional de Isabel Alçada, (Lisboa, Alvalade, 29 de mayo de 1950) es una profesora, política, escritora, guionista portuguesa condecorada como Gran oficial de la Orden del Infante Don Enrique.

## Biografía
Es hija de João de Melo Veiga (Lisboa, Santa Maria dos Olivais, 1917) y de su mujer Maria Hermínia Ferreira Girão (Lisboa, São Nicolau, 8 de abril de 1924).
En 1974, obtuvo una licenciatura en Filosofía, en el "Liceo Francés Charles Lepierre", por la Facultad de Letras de la Universidad de Lisboa. Aún siendo estudiante, ingresó al Centro de Psicología y Formación Psicoforma, en 1973. El 25 de abril fue admitida en el Ministerio de Educación, primeramente como técnica de la Dirección General Permanente de Educación, en 1975, y después pasó al Secretariado de Reestructuración de Enseñanza Secundaria, hasta 1976.
En 1976, tomó posesión como profesora de Enseñanza Media. Después de haber sido colega de Ana Maria Magalhães, en la Escuela EB 2/3 Fernando Pessoa, formaría con ella, una dupla en la escritura infantojuvenil, inaugurada con Uma aventura...na cidade, em 1982. Esa colección Uma Aventura se reveló como un suceso entre los jóvenes, llegando a más de cincuenta títulos, con adaptaciones para televisión y cinematografía.
En 1984, obtuvo una maestría en Análisis Social de la Educación, por la Universidad de Boston, homologado por la Universidade Nova de Lisboa. Y en 1985, obtuvo la cátedra universitaria de profesora adjunta de la Escuela Superior de Educación de Lisboa, Instituto Politécnico de Lisboa.
Ocupó los cargos de miembro del Consejo Directivo de la Escuela EB 2/3 Fernando Pessoa, vocal de la Dirección del Sindicato de Profesores de la Gran Lisboa, administradora de la Fundación Serralves, de 2000 a 2004, y de Comisaria del Plan Nacional de Lectura, de 2006 a 2009. En 2009 juró como Ministra de Educación y Ciencia de Portugal del XVIII Gobierno Constitucional de Portugal, 2009-2011.
Se casó en primeras nupcias, en Lisboa, el 30 de mayo de 1968, con Fernando António de Figueiredo Alçada, de quien tuvo una hija Vera Veiga Alçada, casada con Rui, y tuvo un hijo natural de António Rodrigues Prazeres Falcão de Campos.
Está casada en segundas nupcias, desde el 5 de julio de 2002, con Emílio Rui Vilar.

## Honores
El 17 de enero de 2006 fue nombrada Gran oficial de la Orden del Infante Don Enrique.

## Algunas publicaciones
- ana maria Magalhães, Isabel Alçada. 2012. Uma Aventura na Praia. 6.ª edición de Caminho Leya, ISBN 9722122762, ISBN 9789722122764 en línea

- ---------------------------, ----------------. 2012. Uma Aventura Debaixo da Terra. 11.ª edición de Caminho Leya, ISBN 9722122592, ISBN 9789722122597en línea

- ---------------------------, ----------------. 2012. Uma Ilha de Sonho. Ed. Caminho Leya, ISBN 9722121596, ISBN 9789722121590

- ---------------------------, ----------------. 2012. Uma Aventura Fantástica. 6.ª edición de Caminho Leya, ISBN 972212272X, ISBN 9789722122726

- ---------------------------, ----------------. 2012. Uma Aventura no Egipto. 4.ª edición de Caminho Leya, ISBN 9722122835, ISBN 9789722122832

- ---------------------------, ----------------. 2012. O Ano da Peste Negra. 10.ª edición de Caminho Leya, ISBN 9722121588, ISBN 9789722121583

- ---------------------------, ----------------. 2012. Mataram o Rei. 6.ª edición de Caminho Leya, ISBN 9722121677, ISBN 9789722121675 en línea

- ---------------------------, ----------------. 2012. Um Cheirinho de Canela. 6.ª edición de Caminho Leya, ISBN 9722121618, ISBN 9789722121613en línea

- ---------------------------, ----------------. 2012. Diário Cruzado de João e Joana. 5.ª edición de Caminho Leya, ISBN 9722124617, ISBN 9789722124614en línea

- ---------------------------, ----------------. 2012. Uma Aventura no Deserto. Editor Leya, ISBN 9722122649, ISBN 9789722122641 en línea

- ---------------------------, ----------------. 2012. O Dia do Terramoto. 6.ª edición de Leya, ISBN 9722121626, ISBN 9789722121620 en línea

- ---------------------------, ----------------, hugo Sousa, pedro Sousa. 2011. Teki vai a escola. Editor Lidel, 45 pp. ISBN 9727578004, ISBN 9789727578009

- ---------------------------, ----------------, sofia Cavalheiro. 2010. Cinco de outubro e a implantação da República. Editor Assembleia da República, 123 pp. ISBN 9789725566, ISBN 9789789725564

- ---------------------------, ----------------, helena Simas. 2009. Os primos e a bruxa Cartuxa. Floresta mágica. 6.ª edición de Caminho, 27 pp. ISBN 9722115812, ISBN 9789722115810

- ---------------------------, ----------------. 2008. Rãs, príncipes e feiticeiros. Editor Caminho, 41 pp. ISBN 9722120271, ISBN 9789722120272

- ---------------------------, ----------------, danuta Wojciechowska, clara Boléo. 2006. O urso amarelo: rev. texto Clara Boléo. Editor OMEP-Organização Mundial da Educção Pré-Escolar, Comité Português, 24 pp. ISBN 9892002156, ISBN 9789892002156

- ---------------------------, ----------------. 2006. Quero ser outro. Colecção quero series. Editor Caminho, 145 pp. ISBN 9722118013, ISBN 9789722118019

- ---------------------------, ----------------. 2006. O palácio de S. Bento e o parlamento. Editor Assembleia da República, 75 pp. ISBN 9725563573, ISBN 9789725563571

- ---------------------------, ----------------. 2005. Há fogo na floresta. Editor Caminho, 63 PP. ISBN 9722117300, ISBN 9789722117302

- ---------------------------, ----------------. 2005. O sabor da liberdade. Vol. 9 de Viagens no tempo. Ilustró Arlindo Fagundes. 4.ª edición de Caminho, 216 pp. ISBN 9722106066, ISBN 9789722106061

- ---------------------------, ----------------. 2005. Totalmente confidencial. Editor Círculo de Lectores, 205 pp. ISBN 8467200324, ISBN 9788467200324

- ---------------------------, ----------------. 2005. Uma aventura em Lisboa. Vol. 22 de Colecção Uma aventura. 8.ª edición de Caminho, 163 pp. ISBN 9722100211, ISBN 9789722100212

- ---------------------------, ----------------. 2005. Uma aventura no caminho do javali. Vol. 47 de Colecção Uma Aventura. Ilustró Arlindo Fagundes. Editor Caminho, 294 pp. ISBN 9722116851, ISBN 9789722116855

- ---------------------------, ----------------. 2004. Uma aventura no Porto. Vol. 13 de Colecção Uma Aventura. Ilustró Arlindo Fagundes. 14.ª edición de Caminho, 167 pp. ISBN 9722100122, ISBN 9789722100120

- ---------------------------, ----------------. 2004. 25 de Abril. Ilustró Sofia Cavalheiro. Editor Assembleia da República, 71 pp. ISBN 972556345X, ISBN 9789725563458

- ---------------------------, ----------------. 2003. Uma aventura nas férias da Páscoa. Vol. 19 de Colección Uma Aventura. Ilustró Arlindo Fagundes. 10.ª edición de Caminho, 160 pp. ISBN 9722100181, ISBN 9789722100182

- ---------------------------, ----------------. 2003. Uma aventura entre Douro e Minho. Vol. 6 de Colecção Uma Aventura. Ilustró Arlindo Fagundes. 13.ª edición de Caminho, 186 pp. ISBN 972210005X, ISBN 9789722100052

- ---------------------------, ----------------. 2003. Uma aventura alarmante. Vol. 7 de Colecção Uma Aventura. Ilustró Arlindo Fagundes. 12.ª edición de Caminho, 177 pp. ISBN 9722100068, ISBN 9789722100069

- ---------------------------, ----------------. 2003. Viagem à Índia. Vol. 15 de Viagens no tempo. Ilustró Arlindo Fagundes. Editor Caminho, 205 pp. ISBN 9722115642, ISBN 9789722115643

- ---------------------------, ----------------. 2003. Totalment Confidencial. Traducido al catalán por Ana Maria Magalhães, Salut Colomer. Edición ilustrada de Alfaguara - Grupo Santillana, 179 pp. ISBN 8484352552, ISBN 9788484352556

- ---------------------------, ----------------, Carlos Marques. 2002. Lendas e segredos das aldeias históricas de Portugal. Editor Comissão de Coordenação da Região Centro, 96 pp. ISBN 9725691210, ISBN 9789725691212

- ---------------------------, ----------------. 2001. Uma aventura no bosque. Vol. 5 de Colección Uma Aventura. Ilustró Arlindo Fagundes. 14.ª edición de Caminho, 184 pp. ISBN	9722100041, ISBN 9789722100045

- ---------------------------, ----------------. 2001. Portugal: história e lendas. 3.ª Edición de Caminho, 214 pp. ISBN 972211414X, ISBN 9789722114141

- ---------------------------, ----------------. 2001. Uma aventura na Casa Asssombrada. Vol. 38 de Colecção Uma Aventura. 3.ª edición de Caminho, 216 pp. ISBN 9722111221, ISBN 9789722111225

- ---------------------------, ----------------. 2001. Uma aventura musical. Vol. 18 de Colecção Uma Aventura. Ilustró Arlindo Fagundes. 9.ª edición de Caminho, 155 pp. ISBN 9722100173, ISBN 9789722100175

- ---------------------------, ----------------. 2000. A terra será redonda? Vol. 5 de Viagens no Tempo. Ilustró Arlindo Fagundes. 5.ª edición de Caminho, 213 pp. ISBN 9722100548, ISBN 9789722100540

- ---------------------------, ----------------. 2000. Uma aventura no Ribatejo. Vol. 9 de Colecção Uma Aventura. Ilustró Arlindo Fagundes. 12.ª edición de Caminho, 171 pp. ISBN 9722100084, ISBN 789722100083

- ---------------------------, ----------------. 1999. Diário secreto da Camila. Livros do dia e da noite. Social Development Papers. 4.ª edición de Caminho, 159 pp. ISBN 9722112562, ISBN 9789722112567

- ---------------------------, ----------------. 1995. Uma aventura em Macau. Vol. 35 de Colecção Uma Aventura. 5.ª edición de Caminho, 217 pp. ISBN 9722110004, ISBN 9789722110006

- ---------------------------, ----------------. 1994. Uma aventura na mina. Vol. 11 de Colecção Uma Aventura. Ilustró Arlindo Fagundes. 12.ª edición de Caminho, 142 pp. ISBN 9722100106, ISBN 9789722100106

- ---------------------------, ----------------. 1994. Os jovens e a leitura nas vésperas do século XXI. Cadernos O professor. Editor Caminho, 219 pp. ISBN 9722108603, ISBN 9789722108607

- ---------------------------, ----------------. 1993. Uma aventura na Serra da Estrela. Vol. 32 de Colecção Uma Aventura. Ilustró Arlindo Fagundes. 7.ª edición de Caminho, 164 pp. ISBN 9722108379, ISBN 9789722108379

- ---------------------------, ----------------. 1992. Brasil! Brasil!. Vol. 10 de Viagens no tempo. Ilustró Arlindo Fagundes. 2.ª edición de Caminho, 318 pp. ISBN 9722107402, ISBN 9789722107402

- ---------------------------, ----------------. 1992. Histórias e lendas da Europa. Ilustró Carlos Marques. 4.ª edición reimpresa de Caminho, 160 pp. ISBN 972210778X, ISBN 9789722107785

- ---------------------------, ----------------. 1991. Os músicos mágicos. Vol. 3 de Asa delta. Ilustró Arlindo Fagundes. 2.ª edición de Caminho, 120 pp. ISBN 9722103849, ISBN 9789722103848

- ---------------------------, ----------------. 1990. Uma aventura no Palácio da Pena. Vol. 26 de Colecção Uma Aventura. Ilustró Arlindo Fagundes. 8.ª edición de Caminho, 150 pp. ISBN 9722105140, ISBN 9789722105149

- ---------------------------, ----------------. 1990. Uma aventura no Inverno. Vol. 27 de Colecção Uma Aventura. Editor Caminho, 170 pp. ISBN 9722105582, ISBN 9789722105583

- ---------------------------, ----------------. 1989. Uma aventura nas férias grandes. Vol. 23 de Colecção Uma Aventura. Ilustró Arlindo Fagundes. 8.ª edición de Caminho, 144 pp. ISBN 9722103741, ISBN 9789722103749

- ---------------------------, ----------------. 1987. O tapete mágico. Editor Caminho, 148 pp. ISBN 9722100432, ISBN 9789722100434

- ---------------------------, ----------------. 1987. Uma aventura no teatro. Vol. 20 de Colecção Uma aventura. 9.ª edición de Caminho, 182 pp. ISBN 972210019X, ISBN 9789722100199

- ---------------------------, ----------------. 1985. Uma aventura no estádio. Vol. 14 de Colecção Uma Aventura. Ilustró Arlindo Fagundes. 8.ª edición de Caminho, 179 pp. ISBN 9722100130, ISBN 9789722100137

- ---------------------------, ----------------. 1984. Uma aventura em Évoramonte. Vol. 10 de Colecção Uma Aventura. 12.ª Edición dE Caminho, 186 pp. ISBN 9722100092, ISBN 9789722100090

- ---------------------------, ----------------. 1982. Uma aventura nas férias do Natal. Vol. 2 de Colecção Uma aventura. Ilustró Arlindo Fagundes. 17.ª edición de Caminho, 189 pp. ISBN 9722100017, ISBN 9789722100014